# بیرونی‌سازی (روان‌شناسی)

## روانکاوی
در روان‌شناسی فرویدی، بیرونی‌سازی (یا بیرونی کردن) (به انگلیسی: Externalization) یک سازوکار دفاعی است که از طریق آن فرد ویژگی‌های درونی خود را به دنیای بیرون، به‌ویژه به افراد دیگر، نشان می‌دهد. به عنوان مثال، یک بیمار که بیش از حد بحث‌برانگیز است، ممکن است در عوض دیگران را بحث‌برانگیز و خود را بی‌تقصیر بداند.
مانند دیگر سازوکارهای دفاعی، بیرونی‌سازی یک دفاع در برابر اضطراب است و بنابراین بخشی از یک ذهن سالم و دارای کارکرد طبیعی است. با این حال، اگر بیش از حد مصرف شود، می‌تواند سبب ایجاد یک روان‌رنجوری شود.

## روایت‌درمانی
مایکل وایت بیان می‌کند که مشکل مشتری برای جایگزینی دیدگاه مشتری بیرونی‌سازی است.